# 朱雀大街
朱雀大街是中國陕西省西安市的一条街道，為西安市的南北向大街。朱雀大街的历史可以追溯至隋朝，是隋大兴城与唐长安城的南北中轴线，宽度在110米~155米之间，连接了朱雀门与明德门。

## 歷史
1300多年前，朱雀大街是唐長安城的南北向主幹線，長約5020米，寬約150米；自皇城的朱雀門向城南正中的明德門（今明德門小區）延伸出去，一條筆直的大路直達南山（秦嶺終南山）石砭峪。朱雀大街是唐朝皇帝前往城南祭天時的御行道路，在當時又称为天门街，简称天街。長安城以朱雀大街為界線，分為東西兩部，街東歸萬年縣轄，街西歸長安縣轄。唐朝诗人韩愈曾在〈早春呈水部张十八员外〉一诗中描写道：
|  | 天街小雨润如酥，草色遥看近却无。 最是一年春好处，绝胜烟柳满皇都。 |

随着唐朝的衰亡，中國的政治中心逐漸東移，朱雀大街和长安城一道失去了往日的繁华。到了宋代，这条天街仍存在着，宋张礼《遊南城记》寫道：“自翠台莊由天门街上毕原。”下边解释：“翠台莊不知其所以，莊之前有南北大路，俗曰天门界，北直京城之明德门，皇城之朱雀门，宫城之承天门。”文中的翠台莊即今韦曲西北塔坡附近，翠家莊之所在地。
明代在長安城的基礎上向外擴建新城，南北中轴线向东偏移至现在的南大街。
日本平安京（今京都）是仿中國隋唐時代的長安、洛陽設計出來的條坊制城市，其南北中軸線也有一條朱雀大路，即現在的千本通。

## 沿街古迹
- 西安城墙
- 小雁塔（荐福寺）
- 大兴善寺

## 交通
西安城南客运站位于朱雀大街与西安南三环交汇处，其经营班车多发往西安南面方向。